# Solanum leiophyllum
Solanum leiophyllum là một loài thực vật thuộc họ Solanaceae. Đây là loài đặc hữu của Ecuador.